# エリオット・フロム・アース
『エリオット・フロム・アース』（原題: Elliott from Earth） は、アメリカのカートゥーン ネットワークとイギリスのカートゥーン ネットワーク・スタジオ・ヨーロッパ制作のアニメ。2021年3月6日にカートゥーン ネットワークで放送、同年10月24日に日本で放送。
2021年4月7日、カートゥーン ネットワーク・スタジオ・ヨーロッパは1957年7月7日に有名なアニメーターであるウィリアム・ハンナとジョセフ・バーベラによって設立されたアメリカのオリジナルスタジオに敬意を表して、ハンナ・バーベラ・スタジオ・ヨーロッパとして再ブランド化したため、2022年1月9日に日本のカートゥーン ネットワークで放送された「カートゥーン スペシャル エリオット・フロム・アース Newエピソード」では、カートゥーン ネットワーク・スタジオ・ヨーロッパが製作される最後の作品となった。

## あらすじ
ある日、フランキーとエリオットの母子はひょんなことから宇宙へと飛ばされてしまう。2人は、恐竜のモーとの出会いをはじめとする様々な出来事を体験する。

## キャラクター

### 主要
エリオット（Elliott）
声 - サミュエル・ファラシ/日本吹替え - 藤原夏海
本作の主人公である11歳男の子。
モー（Mo）
声 - ノア・キー・ベントレー/日本吹替え - 泊明日菜
人語を話すステゴサウルスで、目が若干悪い。自分自身に関する知識を持たない。
フランキー（Frankie）
声 - ナオミ・マクドナルド/日本吹替え - 原島梢
エリオットの母親である36歳の女性。地球外生命体の存在を研究することを望んでいる地質学者。

## エピソード一覧
| 話数                                                   | サブタイトル                                           | 原題                                                   | 放送日                                                 | 放送日                                                 |
| 話数                                                   | サブタイトル                                           | 原題                                                   | アメリカ合衆国の旗                                     | 日本の旗                                               |
| 第1章「旅のはじまり」（Chapter 1: The Journey Begins） | 第1章「旅のはじまり」（Chapter 1: The Journey Begins） | 第1章「旅のはじまり」（Chapter 1: The Journey Begins） | 第1章「旅のはじまり」（Chapter 1: The Journey Begins） | 第1章「旅のはじまり」（Chapter 1: The Journey Begins） |
| ------------------------------------------------------ | ------------------------------------------------------ | ------------------------------------------------------ | ------------------------------------------------------ | ------------------------------------------------------ |
| 1                                                      | 奇妙な水曜日（その1）                                  | Wednesday (Part 1)                                     | 2021年 3月29日                                         | 2021年 10月24日                                        |
| 2                                                      | 奇妙な水曜日（その2）                                  | Wednesday (Part 2)                                     | 2021年 3月29日                                         | 2021年 10月24日                                        |
| 3                                                      | 奇妙な水曜日（その3）                                  | Wednesday (Part 3)                                     | 2021年 3月29日                                         | 2021年 10月24日                                        |
| 4                                                      | 奇妙な水曜日（その4）                                  | Wednesday (Part 4)                                     | 2021年 3月29日                                         | 2021年 10月24日                                        |
| 第2章「あたらしい家」（Chapter 2: A New Home）         |                                                        |                                                        |                                                        |                                                        |
| 5                                                      | 噂の新入り                                             | Idiosyncratic Induction                                | 2021年 3月30日                                         | 2021年 10月24日                                        |
| 6                                                      | 記憶をさかのぼって                                     | Memory Mayhem                                          | 2021年 3月30日                                         | 2021年 10月24日                                        |
| 7                                                      | ペットが大暴れ!                                        | Developing Dilemma                                     | 3月31日                                                | 2021年 10月24日                                        |
| 8                                                      | 逆さまハイブ                                           | Inadvertent Inversion                                  | 3月31日                                                | 2021年 10月24日                                        |
| 9                                                      | リサイクルで大冒険!                                    | Regurgitated Reminiscence                              | 4月1日                                                 | 2022年 1月9日                                          |
| 10                                                     | 一心同体パニック!                                      | Chaotic Clumping                                       | 4月1日                                                 | 2022年 1月9日                                          |
| 11                                                     | ダブルブッキング                                       | Parallel Paradox                                       | 4月2日                                                 | 2022年 1月9日                                          |
| 12                                                     | 予知能力はうんざり                                     | Problematic Prophecies                                 | 4月5日                                                 | 2022年 1月9日                                          |
| 13                                                     | スローな友達                                           | Temporal Tedium                                        | 4月6日                                                 | 2022年 1月9日                                          |
| 14                                                     | 運命の相手をさがせ!                                    | Companion Confusion                                    | 4月7日                                                 | 2022年 1月9日                                          |
| 15                                                     | 宿敵との再会                                           | Melancholic Megalomaniac                               | 4月8日                                                 | 2022年 1月9日                                          |
| 16                                                     | 消えた言葉                                             | Diminishing Discourse                                  | 4月9日                                                 | 2022年 1月9日                                          |